# روريون غراسي
روريون غراسي (تلفظ برتغالي: ‎/ˈʁɔɾjõ ˈɡɾejsi/‏؛ مواليد 10 يناير 1952) هو برازيلية المولد وغراسي جيو جيتسو جراند ماستر، وهي عضو بارز في عائلة غراسي، وكاتب، وناشر، ومنتج، ومحاضر، ومحامي، ومؤسس مشارك لبطولة القتال النهائي (يو إف سي). هو الابن الأكبر لهيليو غراسي وواحد من الأشخاص القلائل في العالم الذين يحملون الحزام الأحمر من الدرجة التاسعة في الجيو جيتسو البرازيلية، وهو معروف على نطاق واسع بأنه أحد الرجال المسؤولين عن تقديم غراسي / جيو جيتسو برازيلية إلى الولايات المتحدة والعالم بعد وصول ابن العم كارلي غراسي إلى الولايات المتحدة في عام 1972.

## وصلات خارجية
- روريون غراسي على موقع IMDb (الإنجليزية)